# Religionsfreiheit in Dänemark
Religionsfreiheit in Dänemark  wird durch die Verfassung garantiert. Von unabhängigen Beobachtern wird die Lage der Religions- und Weltanschauungsfreiheit als vergleichsweise gut bewertet. Kritisiert wird jedoch die Stellung der dänischen Volkskirche, die aufgrund in der Verfassung festgehaltener Bestimmungen Züge einer Staatskirche trägt. Eine Bedrohung für die Religionsfreiheit sehen Experten zudem in populistischer Stimmungsmache gegenüber religiösen Minderheiten. 

## Normierung

### Verfassungsrechtlicher Rahmen
Das Kapitel VII der dänischen Verfassung (§§ 66–70) enthält Bestimmungen über die Volkskirche und Religionsfreiheit. Einen Bezug zur Religionsfreiheit gibt es darüber hinaus im Kapitel VIII der Verfassung (§§ 71–84), in dem die Bürgerrechte und Freiheiten aufgeführt sind: 

§ 67 der dänischen Verfassung stellt fest:
„Den Bürgern steht es frei, Gemeinden zur Anbetung Gottes zu bilden, wie es ihrer Überzeugung entspricht, vorausgesetzt, dass nichts gelehrt oder getan wird, was gegen die guten Sitten oder die öffentliche Ordnung verstößt.“
§68 der dänischen Verfassung stellt fest:
„Niemand ist verpflichtet, persönliche Beiträge an eine andere Konfession als diejenige zu leisten, der er angehört.“
§70 der dänischen Verfassung stellt fest:
„Niemand darf wegen seines Glaubens oder seiner Abstammung vom vollen Genuss der staatsbürgerlichen und politischen Rechte ausgeschlossen werden, noch darf er sich aus solchen Gründen der Erfüllung einer gemeinsamen staatsbürgerlichen Pflicht entziehen.“
§71(1) der dänischen Verfassung stellt fest:
„Die persönliche Freiheit ist unverletzlich. Kein dänischer Untertan darf wegen seiner politischen oder religiösen Überzeugung oder wegen seiner Abstammung in irgendeiner Weise seiner Freiheit beraubt werden.“

### Völkerrechtlicher Rahmen
Dänemark hat den Internationalen Pakt über bürgerliche und politische Rechte am 20. März 1968 unterzeichnet und am 6. Januar 1972 ratifiziert, der unter Artikel 18 das Recht auf Gedanken-, Gewissens- und Religionsfreiheit ausformuliert.
Dänemark ist ein Mitglied der International Religious Freedom or Belief Alliance.

## Herausforderungen und Defizite im Hinblick auf die Religions- und Weltanschauungsfreiheit

### Ungleichbehandlung von Religionsgemeinschaften infolge des traditionellen Staatskirchenrechts
Der Dänischen Volkskirche (dänisch Folkekirken) kommt in der bestehenden Rechtsordnung eine besondere Rolle zu. Einerseits kommt ihr dadurch eine privelligierte Rolle zu, dass sie weiterhin Züge einer Staatskirche trägt. So sieht z. B. Artikel 6 der dänische Verfassung vor, dass der König bzw. die Königin Mitglied der Evangelisch-Lutherischen Kirche sein muss. Artikel 4 der Verfassung sieht vor, dass die Evangelisch-Lutherische Kirche die Volkskirche (Folkekirken) Dänemarks ist und als solche vom Staat unterstützt wird. Andererseits ist die Trennung zwischen Staat und Volkskirche sowie die Selbstverwaltung der Religionsgemeinschaft dadurch unvollständig, dass es dem Staat vorbehalten ist, bestimmte administrative Rahmenbedingungen festzulegen. So sieht es Artikel 66 der dänischen Verfassung vor, dass die Rahmenordnung der Volkskirche per Gesetz festgelegt wird. Seit 1916 besteht das Amt des Kirchenministers (dänisch Kirkeminister) (siehe auch: Organisation der Dänischen Volkskirche sowie Ministerium für kirchliche Angelegenheiten). Es hat sich die informelle Praxis entwickelt, dass das Ministerium für kirchliche Angelegenheiten die Bischöfe und Gemeindevertretungen der Volkskirche konsultiert, bevor die Kirche betreffende Entscheidungen getroffen werden. Aufgrund der Bestimmungen in Artikel 4 der dänischen Verfassung erhält die Dänische Volkskirche Unterstützungszahlungen direkt aus dem Staatshaushalt. Während ein Großteil der Einnahmen der Volkskirche aus der Kirchensteuer stammt, machen die staatlichen Zuwendungen rund 14 Prozent des verfügbaren Budgets der Volkskirche aus. Die staatlichen Zuwendungen werden aus dem allgemeinen Staatshaushalt finanziert und damit auch über Steuergeld, das von Mitgliedern der Volkskirche genauso eingenommen wird wie von Nicht-Mitgliedern. Die staatlichen Zuwendungen werden damit begründet, dass die Volkskirche bestimmte öffentliche Aufgaben übernimmt. Dazu gehören z. B. die Registrierung von Geburten und die Verwaltung von Friedhöfen, die in Dänemark fast alle im Besitz der Volkskirche sind. Bei der Volkskirche geschlossene Ehen sind dem säkularen Dänischen Eheschließungsgesetz folgend auch rechtsgültige, zivilrechtlich anerkannte Ehen. Letzteres gilt allerdings auch für andere staatlich anerkannte Religionsgemeinschaften.

### Imam-Gesetze
Zwischen 2016 und 2017 wurden insgesamt fünf verschiedene Gesetzesvorlagen durch das dänische Parlament verabschiedet, die den Antragsstellern zufolge dazu dienen sollen, religiösen Predigern entgegenzuwirken, die aus Sicht der Antragssteller die die Rechtsvorschriften und Grundwerte des Landes untergraben und parallele Rechtssysteme befürworten. Diese Gesetze wurden im öffentlichen Diskurs in Dänemark auch als Imam-Gesetze bezeichnet. Experten haben die Gesetze als ineffizient kritisiert und sehen durch Teile der Gesetzgebung die Religions- sowie die Meinungsfreiheit beeinträchtigt. Kritisiert wird auch, dass keine vergleichbaren Maßnahmen gegen die im Land stärker gewordenen islamfeindlichen Diskurse initiiert und umgesetzt werden und somit doppelte Standards angewendet und andere Formen von Extremismus ausgeblendet werden.

### Burka-Verbot
2009 brachte die Rechtsaußen-Partei Dansk Folkeparti einen Gesetzentwurf in das dänische Parlament ein, der ein Verbot des Tragens von Burkas vorsah. Der Entwurf wurde abgelehnt.
2018 stimmte das dänische Parlament für ein Gesetz, das in Dänemark die Verschleierung des Gesichts in der Öffentlichkeit verbietet. Das Gesetz wurde mit 75 zu 30 Stimmen angenommen. Für das Gesetz stimmten die rechtsliberale Venstre sowie die Konservative Volkspartei (Konservative Folkeparti), die Rechtsaußen-Partei Dansk Folkeparti sowie die oppositionelle Sozialdemokratische Partei Dänemarks (Socialdemokraterne). Gegen das Gesetz stimmten die sozialliberale Partei Radikale Venstre, die linksgrüne Parteien Socialistisk Folkeparti und Alternativet sowie die Linksaußen-Partei Enhedslisten. In Kraft trat das Gesetz am 1. August 2018. Es wurde das Tragen jeder Form von Gesichtsbedeckung, die das Gesicht stark verdecken, verboten. Dies umfasst neben dieses Kriterium erfüllende Masken, künstliche Bärte, Schals und Helme auch religiöse Bekleidung wie Niqabs und Burkas. Ausnahmen bestehen lediglich für „anerkennenswerte Zwecke“ wie dem Schutz vor Kälte. Verstöße werden mit einer Strafe von 1000 Dänischen Kronen bei einem erstmaligen Verstoß geahndet. Wiederholte Verstöße können mit einer Strafe von bis zu 10.000 Dänischen Kronen geahndet werden. Menschenrechtsexperten kritisierten das Gesetz als weder notwendig noch verhältnismäßig. Zudem wurde kritisiert, dass das Gesetz partikularistisch gegen eine bestimmte Religionsgruppe gerichtet sei, nämlich gegen muslimische Frauen. Die Universalisierung der Formulierungen im Gesetzestext wurden als weitgehend von nomineller Natur und als künstliche Konstruktion, um eine Anfechtung wegen Ungleichbehandlung zu verhindern, bewertet. In der Tat fokussierten sich vorangehende Debatten auf "Verteidigung dänischer Werte" sowie das Argument, dass Kopfbedeckungen wie Niqab und Burka Frauen unterdrücken würden. Kritiker des Gesetzes bewerteten das Gesetz hingegen mit Blick auf die Frauenrechte als kontraproduktiv, weil es ein hohes Risiko gibt, dass es zu einer weiter verstärkten gesellschaftlichen Isolierung der betroffenen muslimischen Frauen führt. Neben einer Verletzung der Religionsfreiheit, der Frauenrechte und der Selbstbestimmung stelle das Gesetz auch eine Kriminalisierung der betroffenen Frauen dar.

### Vorschlag für ein Predigtgesetz
Im Zuge der dänischen Parlamentswahlen 2019 stellte die Sozialdemokratische Partei Dänemarks (Socialdemokraterne) den Vorschlag auf, ein Gesetz zu verabschieden, das Religionsgemeinschaften verpflichten würde, ihre Predigten und religiösen Ansprachen ins Dänische zu übersetzen und den Behörden vorzulegen. Begründet wurde der Vorschlag damit, dass ein solches Gesetz eine Maßnahme sein könnte, bestimmten radikal-islamistischen Predigern entgegenzuwirken, die antidemokratische Werte vertreten. Nachdem die Sozialdemokratische Partei Dänemarks die Wahl 2019 gewonnen hatten und die dänische Regierung anführten, wurde der Vorschlag in die Gesetzgebungsplanung der Regierung für 2020/2021 aufgenommen. Der Vorschlag stieß auf massive Kritik von Menschenrechtsexperten, da er einen unverhältnismäßig starken Eingriff in die Religionsfreiheit darstellen würde und mildere Mittel zur Verfügung stehen, um gegen die problematischen islamistischen Prediger vorzugehen, wie z. B. eine Dokumentation der unter Verdacht stehenden Redebeiträge durch die Polizei. Von dem Gesetz wären nicht nur muslimische Gemeinden Betroffen, sondern auch andere Religionsgruppen, insbesondere kleinere christliche Minderheiten, wie z. B. die katholische Kirche in Dänemark oder die anglikanische Kirche in Dänemark. Viele Gemeinden dieser christlichen Minderheiten halten nämlich fremdsprachige Gottesdienste, da viele ihrer Mitglieder einen Migrationshintergrund haben und die Kirchen für neue Migranten oft ein erster Anlaufpunkt sind. Entsprechend protestierten auch viele Religionsgemeinschaften gegen den Gesetzesvorschlag. Auch aus den Reihen der deutschen Politik wurde der Gesetzesvorschlag mit Blick auf den Schutz der deutschsprachigen Minderheit kritisiert, insbesondere von Bündnis 90/Die Grünen. Auf nationalen und internationalen Druck wurden die Gesetzespläne inzwischen vorerst eingestellt.

### Verbot der unangemessenen Behandlung religiöser Schriften
Im Dezember 2023 hat das dänische Parlament mit 94 zu 77 Stimmen ein Gesetz beschlossen, dass es verbietet, Schriften oder Gegenstände, die für eine Religionsgemeinschaft von einer erheblichen religiösen Bedeutung sind, in der Öffentlichkeit unangemessen zu behandeln. Ebenso wurde eine unangemessene Behandlung entsprechender Schriften oder Gegenstände im nicht-öffentlichen Raum verboten, wenn sie mit der Absicht der Verbreitung an einen größeren Kreis erfolgt. Nicht betroffen von dem Verbot sind Kunstwerke, bei denen ein kleinerer Teil eine unangemessene Behandlung darstellt, die aber Teil einer größeren künstlerischen Produktion sind. Zuvor hatten insbesondere Verbrennungen des Korans national zu gesellschaftlichen Konflikten und international zu diplomatischen Verstimmungen gesorgt.

## Initiativen zur Förderung der Religions- und Weltanschauungsfreiheit

### Staatlich initiierte Institutionen
- Dänisches Forum für Religions- und Weltanschauungsfreiheit: Das vom dänischen Außenministerium initiierte Forum bringt Menschenrechtsorganisationen, Forschungseinrichtungen und zivilgesellschaftliche Organisationen, die sich unter anderem mit Religions- und Glaubensfreiheit und der Verfolgung religiöser Minderheiten befassen, zusammen.[25]
- Büro der Sonderbeauftragten für Religions- und Weltanschauungsfreiheit und den Schutz religiöser und weltanschaulicher Minderheiten: Das Büro ist im dänischen Außenministerium angesiedelt. Es wurde 2018 eingerichtet. Es soll das Ziel der dänischen Regierung, die weltweite Förderung der Religions- und Glaubensfreiheit voranzutreiben, unterstützen. Die Arbeit stützt sich dabei auf das Recht eines jeden einzelnen Menschen auf Religions- und Glaubensfreiheit, das in Artikel 18 des Internationalen Pakts über bürgerliche und politische Rechte (IPBPR) sowie in Artikel 18 der Allgemeinen Erklärung der Menschenrechte (AEMR) verankert ist.[26] Aktuell hält die Botschafterin Karen Grønlund Rogne das Amt der Sonderbeauftragten inne.[26]